# Jakob Wilhelm Hauer
Jakob Wilhelm Hauer (Ditzingen, 4 de abril de 1881 - Tübingen, 18 de fevereiro de 1962) foi um filólogo alemão e estudioso de religião comparada e lecionou na Universidade de Tübingen como professor de estudos religiosos e indologia. Foi considerado o profeta do Movimento de Fé Germânica, o movimento religioso que mais influenciou a crença dos alemães no período da Segunda Guerra Mundial.
Hauer foi o fundador da Liga Köngener, que foi uma organização da juventude alemã, que em 1920 estabeleceu um círculo de Estudantes da Bíblia (Schülerbibelkreise BK), que seguiu a linha pietista de seu fundador, e que foram influenciados pelo Movimento Juvenil (Jugendbewegung), o qual Hauer permaneceu até 1923, e voltando em 1930 até que em 1933, quando criou o Movimento de Fé Germânica. Nesse momento, uma pequena parte da Liga Köngener não aderiu ao Movimento, tendo sua grande maioria seguido seu líder na criação do Movimento de Fé Germânica. Por conseguinte, a Liga Köngener se dissolveu em 1934.
Hauer também foi o fundador do Movimento da Fé Germânica (Deutsche Glaubensbewegung, DGB) que pretendia "uma nova religião", que pregava uma fé ariana para os alemães. No livro Deutsche Gottschau, Hauer defendia que os fatos eram predeterminados por uma Divindade que encarnava o espírito da raça ariana.

## Origem e formação
Hauer, que vinha de influência paterna pietista trabalhou nos negócios familiares que era o revestimento de estuque, teve formação missionária no Seminário da Missão Basiléia (Basler Mission) entre 1900 e 1906, seguiu para Índia onde ensinou em uma escola de missão indiana entre 1907 e 1911, e demonstrava interesse no contato com hinduísmo e budismo, vindo a afastar-se da fé cristã.
Estudou e graduou-se em Oxford bem como doutorou-se em 1918 pela Universidade de Tubingen.
Habilitou-se para lecionar em 1921 pela Universidade de Tübingen em Estudos Religiosos e Indologia. Também lecionou na Universidade de Marburg (1925) e retornou a Tübingen em 1927, onde lecionou até 1945.